# Cogenhoe
Cogenhoe är en by i civil parish Cogenhoe and Whiston, i distriktet West Northamptonshire, i grevskapet Northamptonshire i England. Byn är belägen 8 km från Northampton. Orten har 1 496 invånare (2009). Civil parish hade 461 invånare år 1931. Byn nämndes i Domedagsboken (Domesday Book) år 1086, och kallades då Cugenho.